# Gare de Kertch
La gare de Kertch (en ukrainien : Керч (станція) ; russe : Керчь (станция)) est une gare ferroviaire de Crimée située sur le territoire de la ville de Kertch.

## Situation ferroviaire
Elle assure la relation, pour les passagers entre le port de Krym et la gare de Vadisvivka, (raïon de Kirovske).

## Histoire
La gare fut mise en service en 1874

## Service des voyageurs

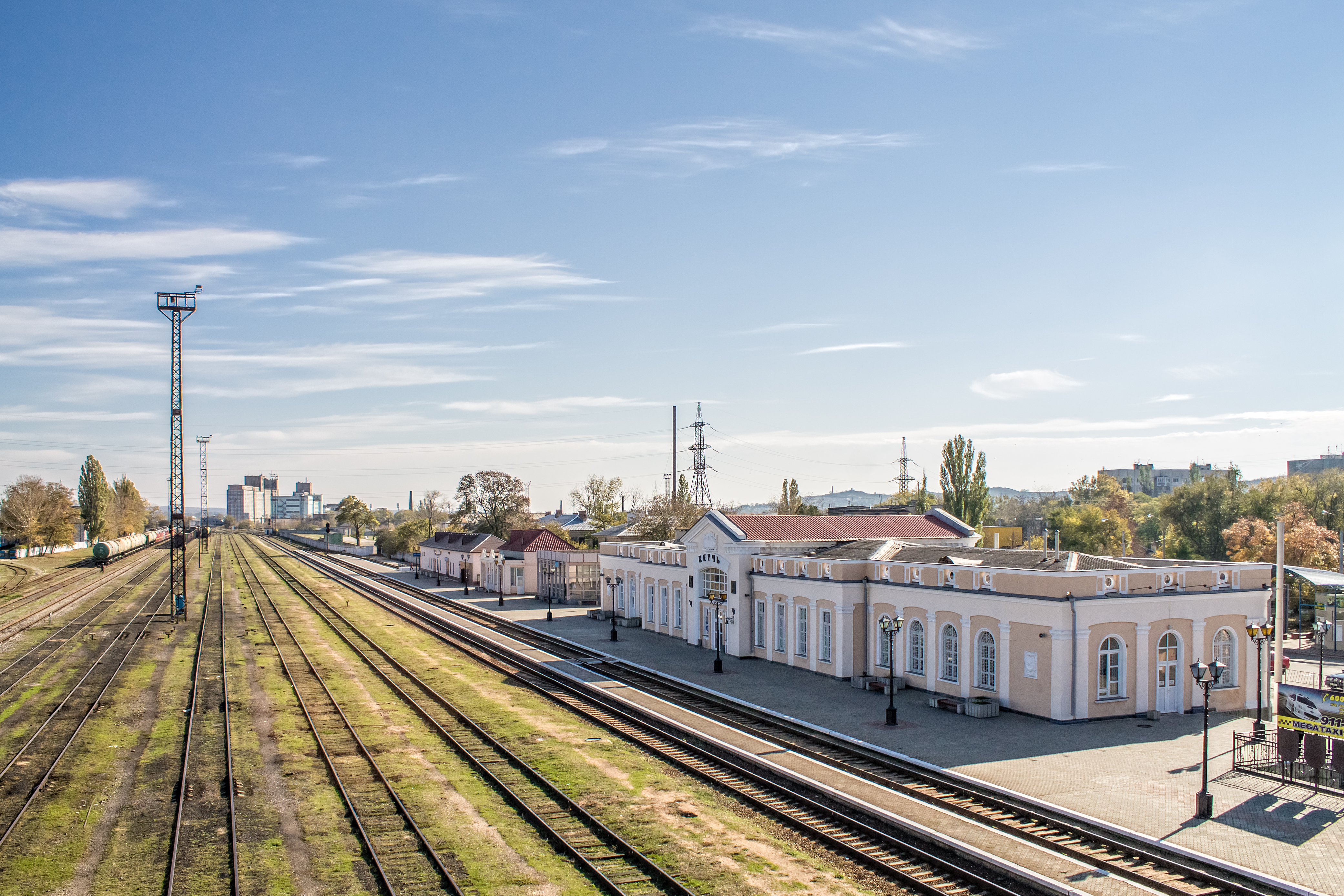
Le bâtiment et les voies,
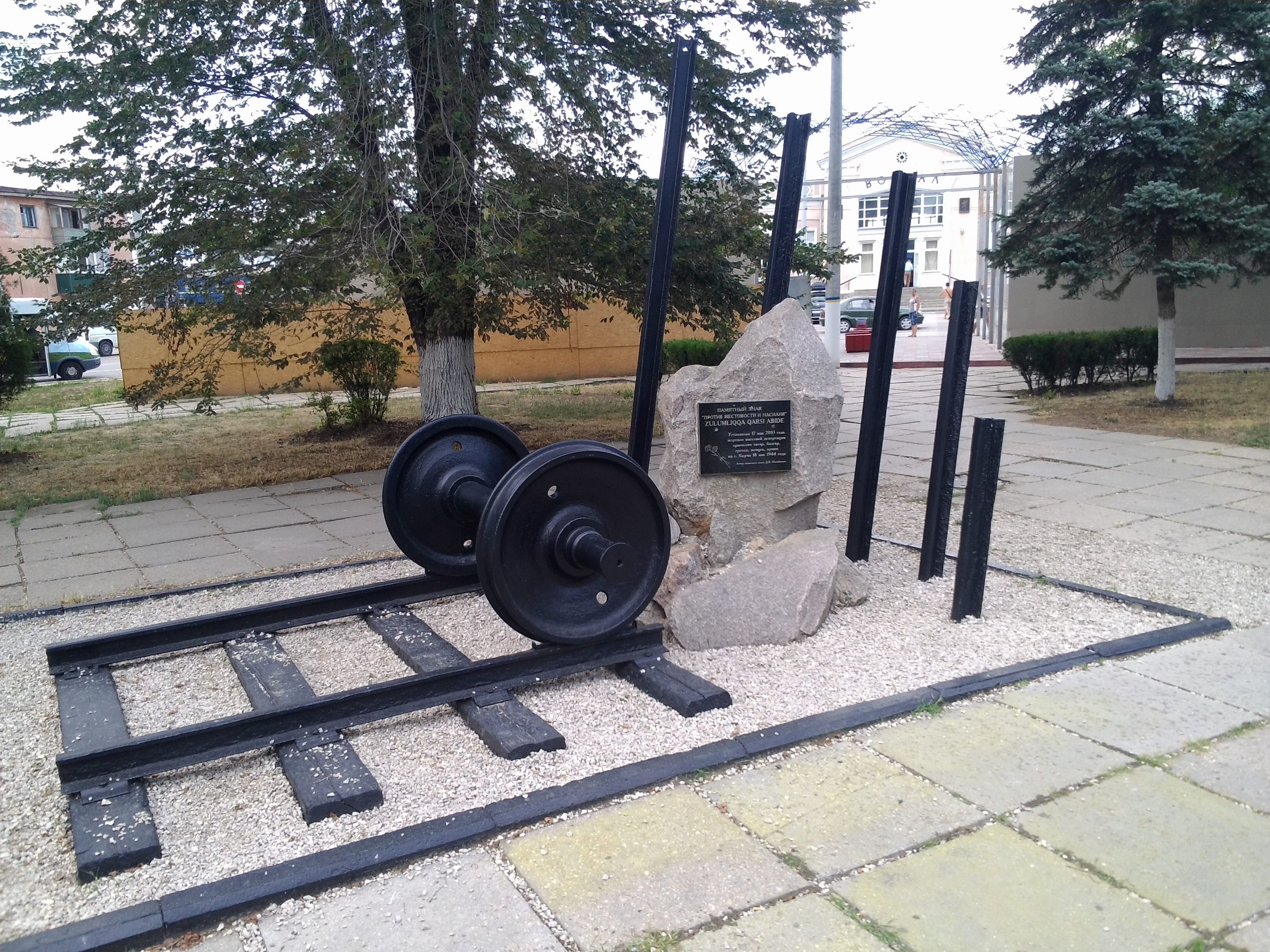
mémorial de 1941,
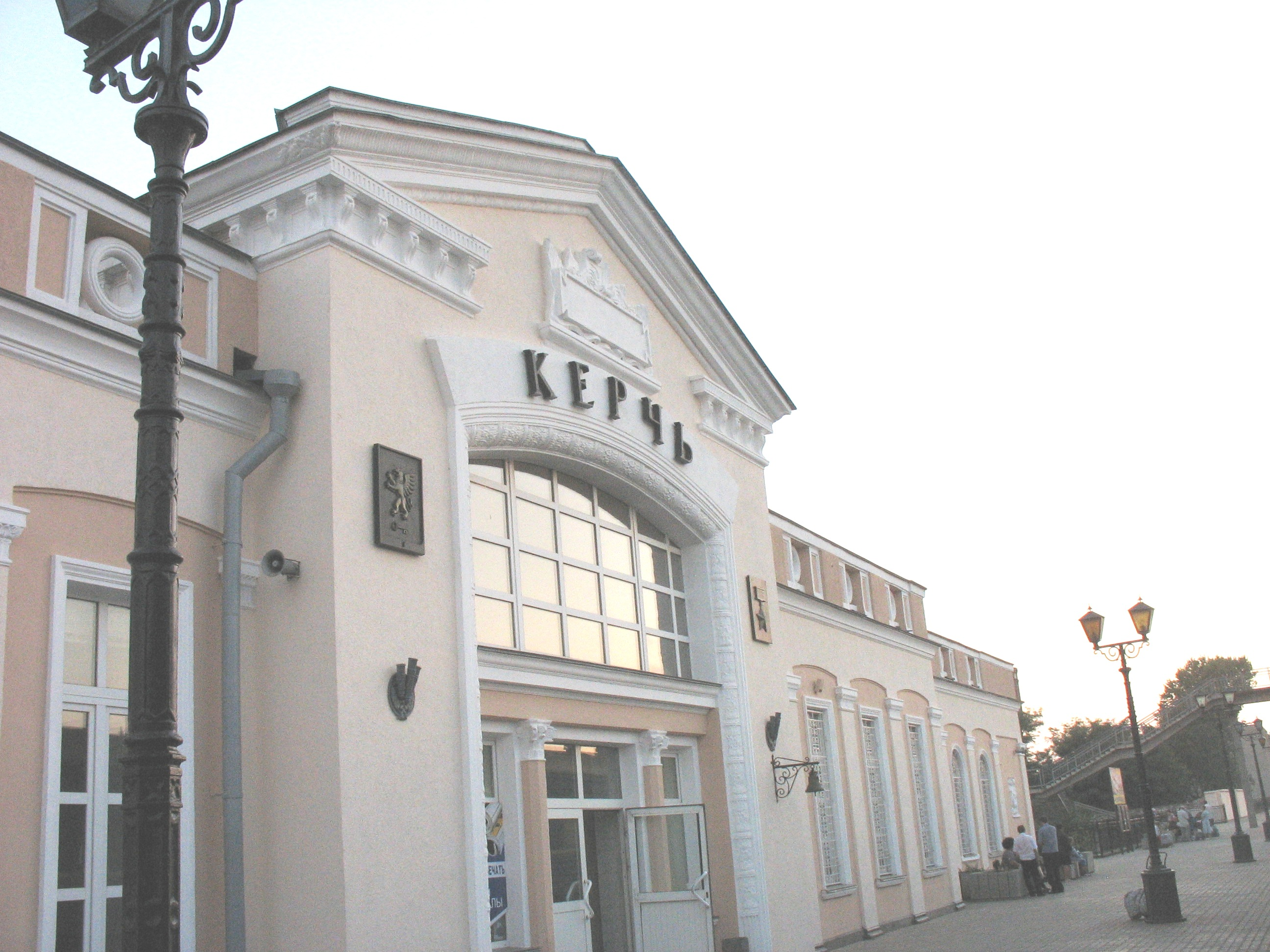
Kertch.